# Holubinka medovonná
Holubinka medovonná (Russula melliolens) je druh houby z čeledi holubinkovitých (Russulaceae).

## Znaky
Klobouk v průměru dorůstá 3–12 cm, v mládí klenutý se postupně rozevírá do plochy, přičemž ve středové části vzniká mělká prohlubinka. Pokožka je lesklá, jemně vrásčitá, za vlhka lepkavá, do poloviny průměru klobouku slupitelná, barvu má červenou, hnědočervenou, hnědookrovou, růžovou či oranžovou, ve středové části bývá odstín znatelně tmavší.
Lupeny jsou křehké, celkem tlusté, propojené drobnými žilkami,v mládí bílé, ostří má lehce růžový až červený nádech, později jsou lupeny smetanové až na ostří rezavě skvrnité, u třeně jsou úzce připojené, na klobouku jsou středně hustě uspořádané. Výtrusný prach je smetanový.
Třeň je 4–9 cm dlouhý, bílý, válcovitý až kyjovitý, pevný, uvnitř plný či houbovitý, jemně podélně vrásčitý, báze je mírně zúžená, někdy narůžovělá.
Dužnina je bílá, na řezu žloutnoucí až hnědnoucí, dle stáří pevná až houbovitá, chuťově je mírná, voní slabě, (zejména při sušení) typicky po medu.

## Užití
Jedlá houba.

## Ekologie
Od července do října roste tato houba celkem hojně na teplých, neutrálních nebo bazických substrátech jílovitého či vápnitého charakteru, ze stromů preferuje duby, buky, habry, zřídkakdy pod jehličnany.

## Rozšíření
Tato holubinka se vyskytuje roztroušeně v oblastech Evropy a východní Kanady.

## Galerie

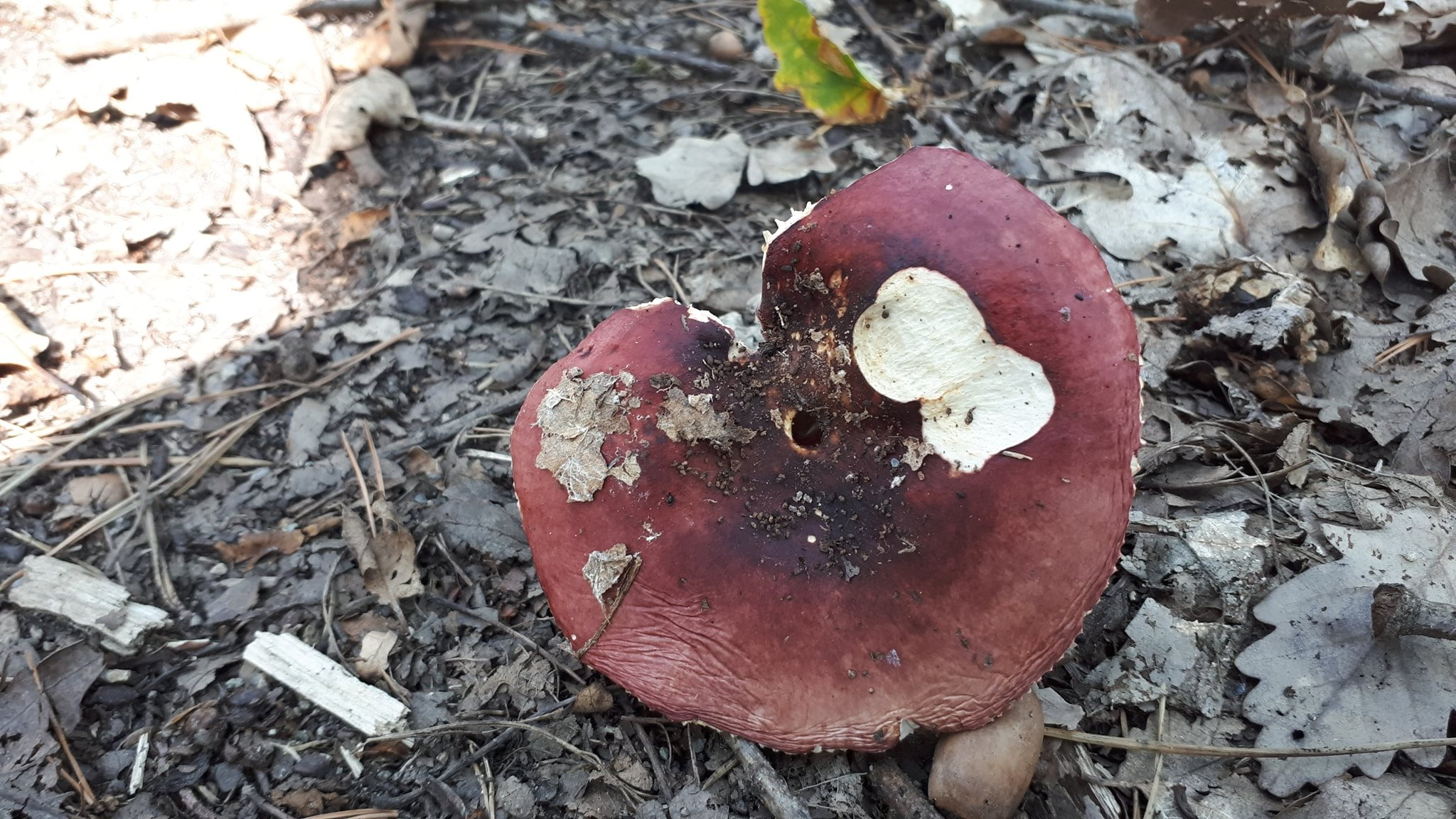
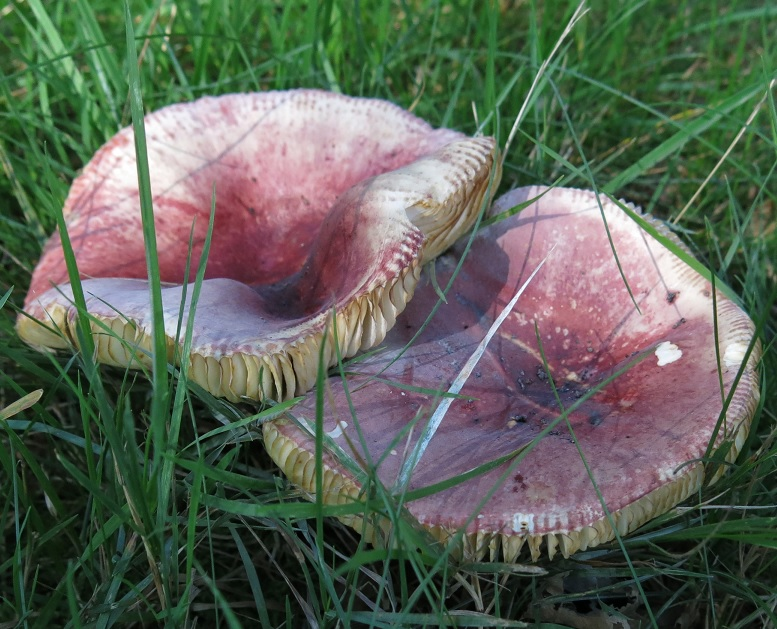
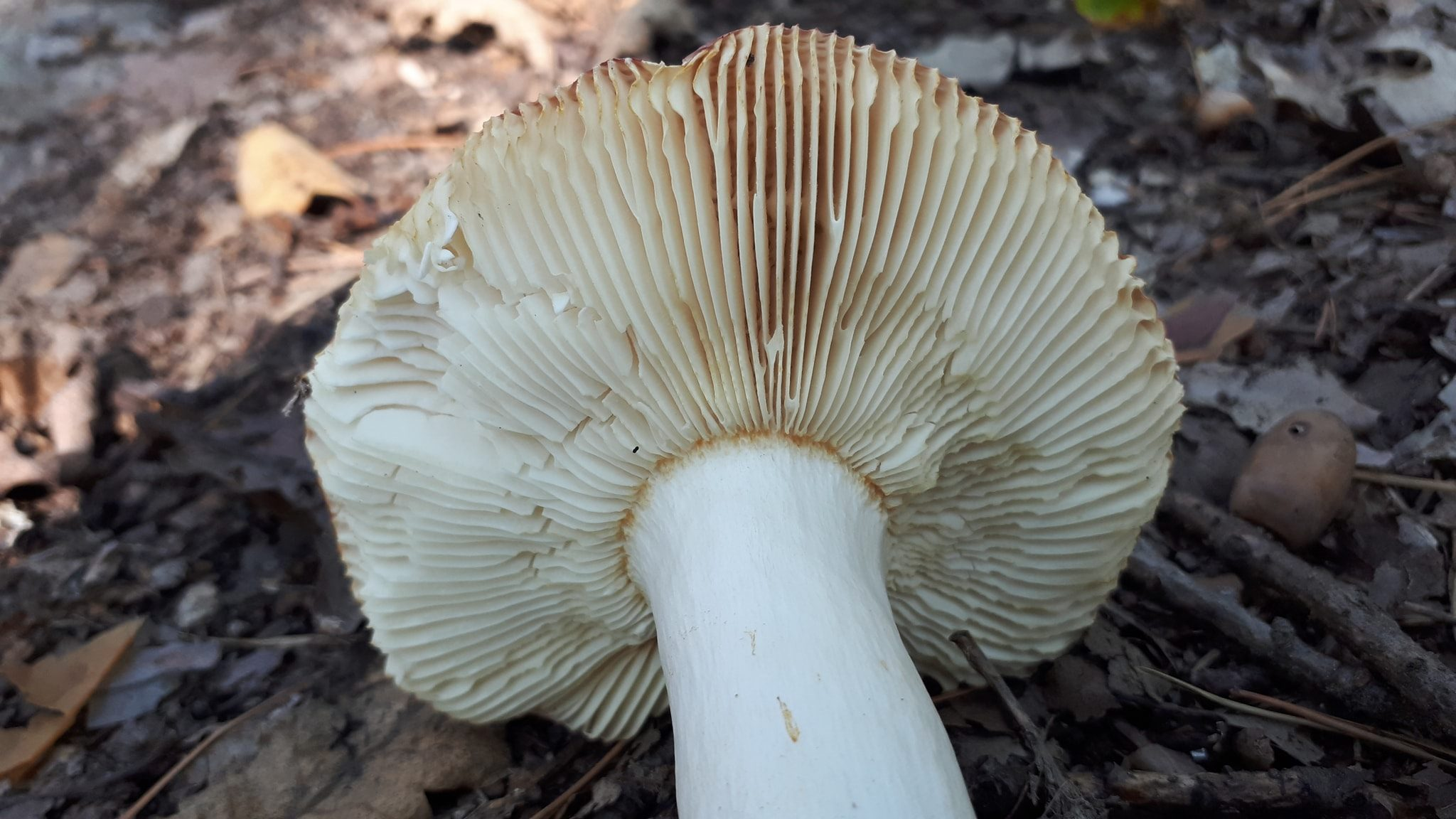
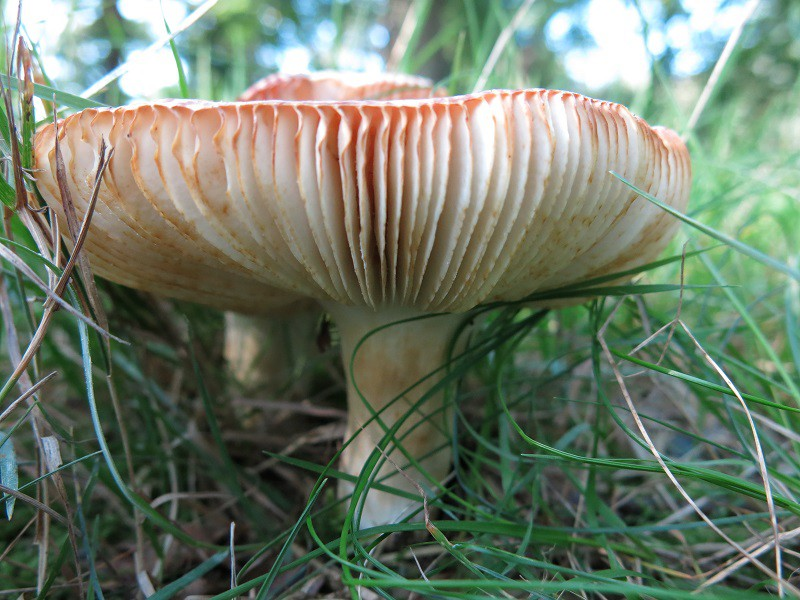

## Možnost záměny
- Holubinka černonachová (Russula atropurpurea)
- Holubinka slanečková (Russula graveolens)[1]